# ティーバイティーホールディングス

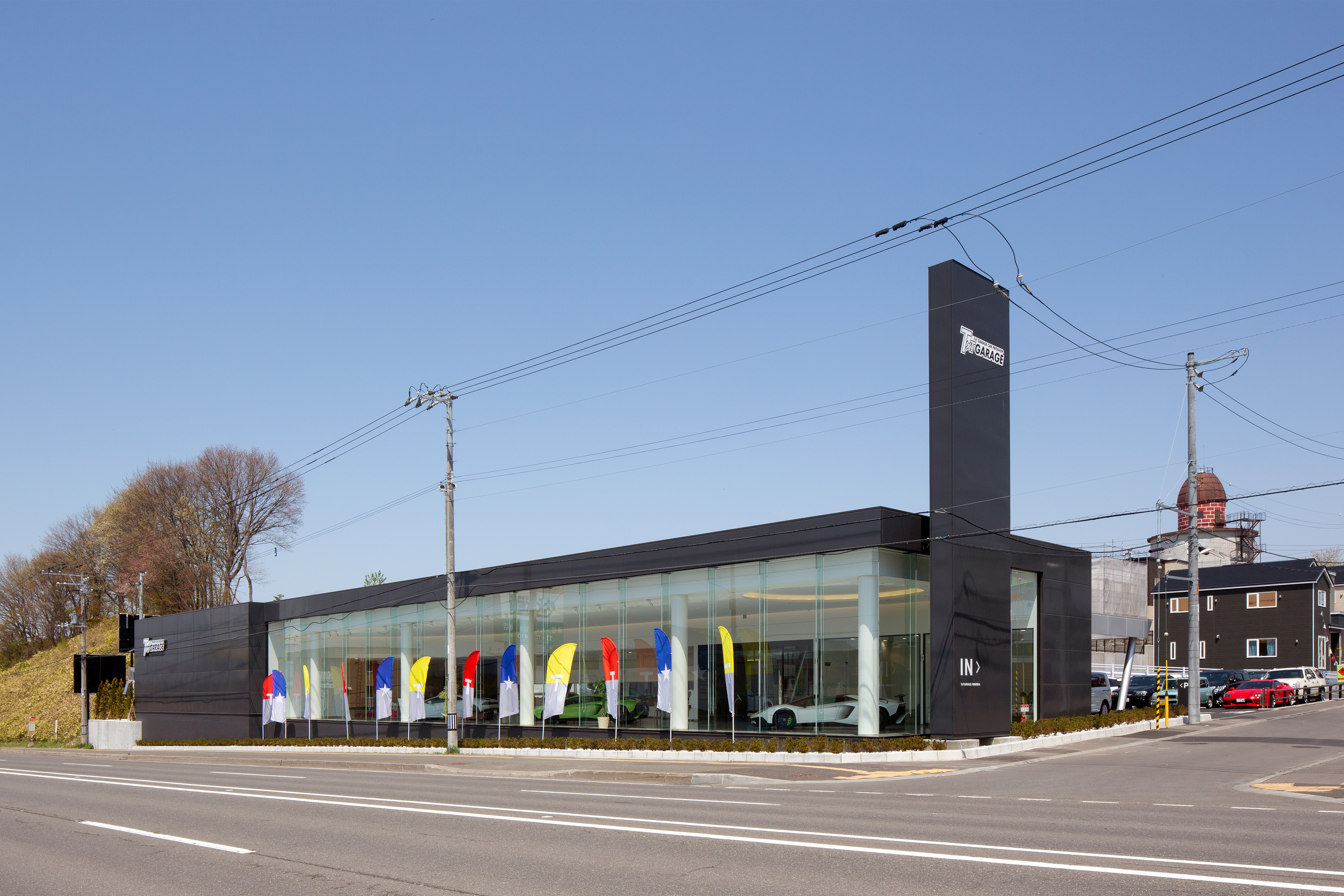
T×T GARAGE 平岡店
（北海道札幌市清田区）

株式会社ティーバイティーホールディングスは、北海道札幌市に本社を置く自動車販売会社。ティーバイティーガレージの名称で日本全国を対象に中古車販売を中心とした中古品の買取・販売を展開している。正式店舗名は「T×T GARAGE CAR PROSHOP」（ティーバイティーガレージ カープロショップ）。2017年9月1日、株式会社ティーバイティーガレージから株式会社ティーバイティーホールディングスに商号変更した。

## 概要
自動車の出張買取・査定を主な事業とし、中古車販売やオートオークション仲介などを展開。モーターボート・水上オートバイなどの小型船舶、ラジコン・バギーカー、トラクターなど自動車に限らない農耕機・重機といったエンジンが付随する製品、自動車・バイクのタイヤ・エアロ・オーディオ機器など部品類もすべて買取対象としている。「T×T GARAGE」チェーンの他、「イマミル」チェーンも展開しティーバイティー同様に中古販売を取り扱っている。

## 沿革
- 2003年（平成15年）4月 - オートセラム創業。
- 2004年（平成16年）6月 - 株式会社セラム設立。
- 2006年（平成18年）10月 - 函館店開業。
- 2007年（平成19年）
  - 3月 - 宮の森店開業。
  - 9月 - 株式会社ティーバイティーガレージ、北海道地域パーツ部門担当の有限会社ティーバイティーガレージ設立。
- 2008年（平成20年）
  - 6月 - 関東エリア独立、株式会社パラレルワールド創業。
  - 9月 - 仙台店開業。
- 2009年（平成21年）10月 - 北海道エリアホビー部門を分社化し株式会社アルティメイト設立。
- 2010年（平成22年）5月 - 宮の森店が札幌市西区西町へ移転、札幌西町店へ改称。
- 2011年（平成23年）10月 - 名古屋店開業。
- 2012年（平成24年）
  - 1月 - 新潟店開業。
  - 5月 - 大阪店・福岡店開業。
  - 6月 - 株式会社パラレルワールドから引き継ぎ、金沢店開業。
  - 7月 - 愛媛店開業。
  - 8月 - 広島店開業。
- 2013年（平成25年）
  - 3月 - 青森店・福島店開業。
  - 4月 -  静岡店開業。
  - 6月 - 沖縄店開業。
  - 11月 - 本社を札幌市中央区のJRタワーオフィスプラザさっぽろへ移転。
  - 12月 - 三重店・旭川店・大阪北店・明石店開業。
- 2014年（平成26年）
  - 2月 - 熊本店・苫小牧店開業。
  - 5月 - 岩手店開業。
- 2015年（平成27年）
  - 1月 - 山形店開業。
  - 5月 - 岡山店開業。
  - 6月 - 長野店開業。
  - 8月 - 秋田店開業。
- 2016年（平成28年）1月 - 株式会社アンビションから引き継ぎ、帯広店開業。
- 2017年（平成29年）
  - 1月 - 株式会社パラレルワールドから引き継ぎ、群馬店開業。
  - 4月 - 鹿児島オフィス設置、広島店が業務拡張に付き移転。
  - 5月 - 函館店が業務拡張に付き移転。
  - 6月 - 栃木店開業。
  - 9月
    - 株式会社ティーバイティーガレージから株式会社ティーバイティーホールディングスに商号変更。業務拡大に付き事業地域別に「ティーバイティー北海道」「ティーバイティー東北」「ティーバイティー関東」「ティーバイティー関西」「ティーバイティー西日本」として分社化。
    - ティーバイティー関西京都店開業、ティーバイティー西日本鹿児島店開業・山陰オフィス設置。

  - 11月 -  ティーバイティー関東東京オフィス設置。
- 2018年（平成30年）
  - 4月 - 札幌西町店が札幌市清田区平岡へ移転、札幌平岡店へ改称。
  - 9月 - 北見店開業。
  - 12月 - 八戸店開業、大阪店・大阪北店合併。

## 宣伝活動
主に新聞やラジオでの広告を主としているが、北海道、東北では、テレビCMでも放送されるほか、北海道日本ハムファイターズや北海道コンサドーレ札幌のスポンサーの他、様々なイベントでもスポンサーや出展活動などを行っている。
企業キャラクター
貝・鳥をモチーフにした企業キャラクター「カイトリチュー」が制作され、テレビCMにも登場する。
CMソングは札幌市出身・帯広市在住のシンガーソングライター「いとたい」が手がける。
2016年からは北海道日本ハムファイターズの中田翔（現中日ドラゴンズ）・杉谷拳士（引退）の両選手が起用された。2018年より宮西尚生、2019年より西川遥輝（現東京ヤクルトスワローズ）も加わる。
2022年には、新庄剛志監督（BIGBOSS）を起用。また、新庄監督に高級自動車を提供している。
2018年には北海道コンサドーレ札幌の稲本潤一（現南葛SC）・小野伸二・河合竜二（引退）の3選手が起用された。
ラジオCM（主にFM）の広告出稿
STVラジオ「ウイークエンドバラエティ 日高晤郎ショー」内の提供CMには日高晤郎を起用。
AIR-G'では森基誉則を起用したCMを放送。
当社がスポンサーとなる天気予報ではCMソングをバックに流している。
JFN加盟局共通時報CMのうち、平日午前12時のみを担当（2024年10月時点）。当初は2017年6月から2024年9月末まで午前10時〜12時を担当していた。
北海道の民放ラジオ局では各局の平日ワイド番組内で週1～2回程度、インフォマーシャルとしてCMソングをバックに買取情報を放送している。

## 事業地域
北海道
北海道札幌市に拠点を置き、北海道地方全域を担当する。
東北
株式会社ティーバイティー東北が宮城県仙台市に拠点を置き、東北地方全域を担当する。
関東
株式会社ティーバイティー関東が東京都渋谷区に拠点を置き（登記上の本店は北海道札幌市）、関東地方全域を担当する。
中部
株式会社ティーバイティー東海が愛知県津島市に拠点を置き、中部地方を担当する。
関西
株式会社ティーバイティー関西が大阪府松原市に拠点を置き、関西地方を担当する。
九州
株式会社ティーバイティー西日本が福岡県大野城市に拠点を置き、九州地方を担当する。

## 事業所
北海道
- 本社

北海道札幌市中央区北5条西2丁目5 JRタワーオフィスプラザ17F
- 札幌平岡店

北海道札幌市清田区平岡1条4丁目10-1
- 函館店

北海道函館市北浜町8番28号
- 帯広店

北海道帯広市西5条南27丁目1-7
東北
- 仙台店

宮城県仙台市宮城野区扇町3-11-1
関東
- 東京オフィス

東京都渋谷区猿楽町4-10
- 関東店

埼玉県さいたま市北区別所町37-1
中部・東海
- 名古屋店

愛知県津島市神守町字一丁田19
- 新潟店

新潟県新潟市西区山田3081-6
- 金沢店

石川県金沢市松島2丁目126
近畿
- 大阪店

大阪府松原市上田4丁目762-2
- 神戸店

兵庫県神戸市西区北別府4-1-2
四国
- 愛媛ストックヤード

愛媛県松山市中野町甲119番2
九州
- 福岡店

福岡県大野城市大城1丁目1-31

## 関連会社
- 株式会社セラム - レンタカー事業など。2006年6月1日、会社設立。
- 株式会社アドワーク - 広告代理店。2006年10月、会社設立。
- 株式会社EVファクトリー - 電気自動車の製造（市販車のエンジンをEVに換装）・販売など。2011年4月、会社設立。
- 株式会社アルティメイト
- 株式会社パラレルワールド
- 株式会社リプロ
- 株式会社出張買取ナンバー1 - 2022年10月26日、株式会社ティーバイティー北海道から商号変更[5]。
- 有限会社ティーバイティー
- 北海道ミルク株式会社 - 菓子のプロデュースなど（代表取締役社長 竹田武彦）

ティーバイティーガレージのグループ会社には属さない。
- 株式会社BIPSC - コミュニティFM「FMドラマシティ」運営。2015年12月資本参加。